# Плазовец
Плазовец е бивше село в Югоизточна България. То се намира в община Несебър, Бургаска област.

## География
Селото е разположено върху възвишение в източната част на Стара планина, северозападно от с. Кошарица. Средната му надморска височина е 400 m. През селото преминава асфалтиран път. Близо до него е разположена радиорелейната и телевизионна станция „Еделвайс“. На 1,68 km североизточно по права линия от Плазовец се намират останките на късноантичнтата крепост Калето.

## История
Старото име на селото е Кайряка. На 24 февруари 1975 г. с указ №1521 село Плазовец е заличено, а землището му е присъединено към с. Кошарица.

## Население
| \| Година на преброяване \| Численост \| \| --------------------- \| --------- \| \| 1934 \| 328 \| \| 1946 \| 278 \| \| 1956 \| 231 \| \| 1965 \| 30 \| \| 1975 \| 0 \| |           |
| Година на преброяване | Численост |
| 1934 | 328       |
| 1946 | 278       |
| 1956 | 231       |
| 1965 | 30        |
| 1975 | 0         |

## Родени в Плазовец
- проф. д-р Желязко Илиев Симов (р. 1945 г.) – технолог по млякото и млечните продукти.[4]